# Kelemen Sándor (gyógyszerész)
Kelemen Sándor, Klein (Mindszent, 1882. május 15. – Auschwitz, 1944) gyógyszerész, magyar zeneszerző.

## Életútja
Középiskolai tanulmányait Kisújszálláson végezte, Budapesten gyógyszerészi diplomát szerzett. Zilahon volt gyógyszerész. Az 1920-as években Karácsonyi csokor címmel 12 magyar dalt jelentetett meg (Zilah, év nélkül). Többek közt két Petőfi-verset is megzenésített. Modern táncdarabjai kéziratban maradtak.
A holokauszt áldozata lett.